# IC 5059
IC 5059 је спирална галаксија у сазвјежђу Индијанац која се налази на листи објеката дубоког неба у Индекс каталогу.
Деклинација објекта је - 57° 41' 19" а ректасцензија 20h 51m 13,5s. Привидна величина (магнитуда) објекта IC 5059 износи 14,7 а фотографска магнитуда 15,5. IC 5059 је још познат и под ознакама ESO 144-6, PGC 65539.